# ولاد کیریکش
ولاد کیریکش (انگلیسی: Vlad Chiricheș؛ زاده ۱۴ نوامبر ۱۹۸۹) یک بازیکن فوتبال اهل رومانی است.
وی همچنین در تیم ملی فوتبال رومانی بازی کرده‌است.